# Medal of Honor: European Assault
Medal of Honor: European Assault es un videojuego de la serie Medal of Honor, esta versión está ambientada en la Segunda Guerra Mundial, durante algunas de las batallas más importantes de Bélgica, Francia, Rusia y África.

## Introducción
Se juega con el papel del Teniente William Holt, que irá ayudado por sus compañeros. Deberás completar los objetivos que se te indiquen.
Se juega en los desiertos de África, en las operaciones Blindfold y v2 silence. En las heladas tierras de Bélgica y Rusia, y por la costa de Francia. En St. Nazaire.
Holt también aparece en Medal of Honor: Heroes con Jimmy Patterson y John Baker, ya que al final del juego le renombraron a una nueva misión.

## Jugabilidad
El juego salió para la GameCube, la Xbox y para la PlayStation 2. En el juego podrás dirigir a 3 miembros de tu equipo. Estos te ayudaran a completar las misiones, ya que ellos disparan y el jugador le dice a donde ir, además se pueden recargar la vida cuando se encuentren en mal estado con los kits médicos.
El juego incluye aparte de poder dirigir al propio equipo, una nueva habilidad que es la adrenalina, que se caracteriza por una barra roja en la zona inferior derecha de la pantalla y se puede activar una vez que se llena, lo cual convierte al jugador, por un tiempo limitado, inmune ante cualquier tipo de daño además de conceder munición ilimitada; el jugador se podrá curar con los kits médicos que lleva o que conseguir en el trascurso de la misión; cuando lo asesinan reaparecerá en el mismo punto en el que cae muerto y no al principio del nivel, ya que esto solo ocurre cuando se le acaban los kits de regeneración, los cuales le son otorgados por completar misiones secundarias que se habilitan al explorar el mapa.

## Armas
El juego incluye las siguientes armas:
- M1 Garand
- Subfusil Thompson
- BAR (Browning Automatic Rifle)
- Pistola M1911
- Mauser Kar 98k
- MP40
- StG-44
- Bazookas M1 y M9
- PPSh-41
- Lee-Enfield de francotirador
- Granada Modelo 24
- Bomba Mills
- Granada Mk 2
- Winchester Modelo 1912
- Gewehr 43
- MG42
- Mosin-Nagant
- Gewehr 43 con mira telescópica (solo en la misión "Mission to Rochequart")
- M1 Garand con mira telescópica (Solo en la misión "Farmhouse Liberation")

## Misiones
1-St. Nazaire:
- Operation: Chariot (Operación: Carruaje)

```
(Encuentra al Capitán Beck, llama al ataque aéreo)
```

- Raid On St. Nazaire (Incursión en St. Nazaire)

```
(Destruir un tanque de combustible)
```

- Lights Out In The Port City (Apagón en el puerto)

```
 (Destruye la planta de electricidad, destruye un 
U-boat
)
```

- Escape At Dawn (Huida al amanecer)

```
(Escapa de St. Nazaire)
```

2-Norte de África:
- Operation: Blindfold (Operación: Ojos vendados)

```
(Ábrete paso por el desierto para destruir tanques Tiger y escapar por el 
búnker
)
```

- Operation: V2 Silence (Operación: Silenciar el V2)

```
(Sal del búnker, y destruye el cohete 
V2
)
```

3-Rusia:
- Road To Stalingrad (Camino a Estalingrado)

```
(Ayuda a fieros partisanos a liberar a Stalingrado)
```

- Colombina He Mayen Hila (La colina Mamayev)

```
(¡¡La madre patria llama!!. Despeja la colina 
Mamayev
, reenviar información a la URRS)
```

4-La batalla de las Ardenas :
- Mission To Rocherath (Misión a Rocherath)

```
(Sobrevive a hordas de enemigos, mata al soldado de reconocimiento, llama a la artillería y destruye un puente)
```

- Farmville Liberation (Liberación en la granja)

```
(Rescatar a 
Manon Duchamps
 y defender la granja) 
```

- Operation: Virus house (Operación: Hogar del Virus)

```
(Matar a Von Schrader, salir antes de que la 
bomba sucia
 destruya el búnker)
```

## Multijugador
En el multijugador podrás jugar con o contra otros jugadores. 
En esta versión de la saga solo podrá hacer equipo con el mismo bando, es decir si juega como aliado, no puede hacer equipo con uno que sea del eje. Cada bando tiene diferentes armas, aunque dañan exactamente igual. En juego le da la oportunidad de cambiar en juego su arma por una ametralladora, un fusil, un subfusil o un fusil de francotirador. También en juego podrá mejorar su arma en los iconos de "Mejora" que muestran un fusil dando vueltas. Al mejorar el arma su daño es más letal y tiene más balas en el cargador.
El multijugador te da diferentes modalidades en las que puedes jugar:
Death Match: 
En esta modalidad tienes la opción de jugar con o sin equipo. Es un multijugador normal.
Eje vs. Aliados (Axis vs. Allies):
Esta modalidad te da diferentes formas de juego, que siempre tendrán que jugarse en equipo y que sean del mismo bando.
Las formas de juego son:
- Finally; Face To Face: tendrás que destruir la base enemiga colocando una bomba.
- Territory Invasion: tendrás que capturar las 3 banderas y controlar el mapa.
- Black-Eye-Strike: tendrás que poner tu bandera en la base enemiga para que se mande la orden de destruirla.
- Capture The Flag: tendrás que capturar la bandera enemiga y volver con ella a tu base.
- I´ll Get Your Flag: tendrás que tener en tu poder la única bandera y traerla al punto que se te indique.

Todos vs. Todos (Free For All):
En esta modalidad jugaras de diferentes formas de juego, pero será contra todos.
Las formas de juego son:
- King Of The Hill: tendrás que defender el tiempo posible, el lugar que se te indique.
- I´ll Survive: tendrás que tener en tu poder la única bandera y protegerla.
- Escape With The Flag: tendrás que tener en tu poder la única bandera y traerla al punto que se te indique.
- Meet Your Nemesis: tendrás que tener en tu poder la bazooka para convertirte en el Nemesis, la bazooka del Nemesis tiene municiones ilimitadas.